# Manda (N.10) jezici
Manda (N.10) jezici, podskupina nigersko-kongoanskih jezika iz centralne bantu skupine u zoni N, koji se govore na području država Tanzanija i Malavi. Prema nekadašnjoj klasifikaciji obuhvaćala je 5 jezika, po novijoj 3, to su: 
- matengo [mgv], 150.000 (1987), Tanzanija
- ngoni ili angoni [ngo], 170.000 u Tanzaniji (1987); 53.000 u Mozambiku (2006). Etnički Ngoni žive i u malaviju ali tamo kao 1 jezikom govore nyanja [nya].
- tonga ili chitonga, siska [tog]; 170,000 (Johnstone and Mandryk 2001), Malavi.

Ostala dva, jezici manda [mgs] i mpoto [mpa], više se ne klasificiraju ovom skupu jezika.

## Vanjske poveznice
- Ethnologue (15th)